# Biuro Detektywistyczne numer 2
Biuro Detektywistyczne numer 2 to seria książek dla dzieci autorstwa norweskiego pisarza Jørna Lier Horsta. Autorem ilustracji jest Hans Jørgen Sandnes.
Seria opowiada o przygodach Tiril i Olivera oraz psa Otto w wymyślonym miasteczku Elvestad.
Książki są pisane z myślą o dzieciach w wieku 6-12 lat. Dzielą się na 2 podserie: Operacja... oraz Polowanie na... "Operacja" to około 100-stronicowe książki z ilustracjami. "Polowanie na" to książki większego formatu mające po około 50 stron, gdzie na każdej stronie są kolorowe, całostronicowe ilustracje i zagadki które dziecko ma rozwiązać razem z bohaterami. W polskim wydaniu obie te serie wydawane są przez wydawnictwo Media Rodzina jako "Operacja..." ale różnią się formatem. Wszystkie tomy przełożone są przez Katarzynę Tunkiel poza tomem 4 (Operacja Żonkil) przełożonym przez Tadeusza W. Lange.

## Wydane książki

### podcykl operacja
| L.p. | Tytuł Polski                  | Tytuł oryginalny      | Rok pierwszego wydania | Rok pierwszego wydania w Polsce |
| ---- | ----------------------------- | --------------------- | ---------------------- | ------------------------------- |
| 1    | Operacja Burzowa Chmura       | Operasjon Tordensky   | 2013                   | 2015                            |
| 2    | Operacja Człowiek w Czerni    | Operasjon Mørkemann   | 2013                   | 2015                            |
| 3    | Operacja Zachód Słońca        | Operasjon Solnedgang  | 2013                   | 2015                            |
| 4    | Operacja Żonkil,              | Operasjon Påskelilje  | 2014                   | 2015                            |
| 5    | Operacja Wyspa                | Operasjon Sommerøya,  | 2014                   | 2016                            |
| 6    | Operacja Podmuch Wiatru       | Operasjon Vindkast    | 2014                   | 2016                            |
| 7    | Operacja Posąg                | Operasjon Bronseplass | 2014                   | 2016                            |
| 8    | Operacja Reklamówka           | Operasjon Plastpose   | 2015                   | 2017                            |
| 9    | Operacja Cyrk                 | Operasjon Sirkus      | 2016                   | 2017                            |
| 10   | Operacja Zjawa                | Operasjon Spøkelse    | 2016                   | 2018                            |
| 11   | Operacja Pirat                | Operasjon Sjørøver    | 2017                   | 2018                            |
| 12   | Operacja Mumia                | Operasjon Mumie       | 2017                   | 2019                            |
| 13   | Operacja Wrak                 | Operasjon Skipsvrak   | 2018                   | 2019                            |
| 14   | Operacja Rupieciarz           | Operasjon Skrotnisse  | 2018                   | 2020                            |
| 15   | Operacja Czarny Las           | Operasjon Svartskog   | 2019                   | 2020                            |
| 16   | Operacja Rower                | Operasjon Radius      | 2019                   | 2020                            |
| 17   | Operacja Niezłe Ziółko        | Operasjon Lurifaks    | 2020                   | 2021                            |
| 18   | Operacja Czerwona Kokardka    | Operasjon Rød sløyfe  | 2020                   | 2022                            |
| 19   | Operacja Gra Pozorów          | Dekkoperasjon         | 2021                   | 2024                            |
| 20   | Operacja Kociołek czarownicy  | Operasjon Heksegryte  | 2021                   | 2023                            |
| 21   | Operacja Ninja                | Operasjon Ninja       | 2022                   | 2023                            |
| 22   | Operacja Złoty Ząb            | Operasjon Gulltann    | 2022                   | 2024                            |
| 23   |                               | Operasjon Fartsstripe | 2023                   | -                               |
| 24   | Operacja polowanie na więźnia | Operasjon Fangejakt   | 2023                   | -                               |
| 25   |                               | Operasjon Ellemelle   | 2024                   | -                               |
| 26   | Operacja Traktor              | Operasjon Traktor     | 2024                   | 2025                            |

### Podcykl polowanie na
| Nr sprawy | Tytuł polski                    | Tytuł oryginalny                   | Rok pierwszego wydania | Rok pierwszego wydania w Polsce | Uwagi                                                  |
| --------- | ------------------------------- | ---------------------------------- | ---------------------- | ------------------------------- | ------------------------------------------------------ |
| 201       | Operacja Złoto                  | Jakten på Kaptein Kroghs gull      | 2015                   | 2017                            |                                                        |
| 202       | Operacja Królowa Dżungli        | Jakten på Jungelens Dronning       | 2016                   | 2018                            |                                                        |
| 203       | Operacja Złodziej Złodzieja     | Jakten på Tyven-tyven              | 2017                   | –                               |                                                        |
| 204       | Operacja Bałwan                 | Jakten på Den avskyelige snømannen | 2017                   | 2020                            | Specjalny odcinek świąteczny (Miękka oprawa, 40 stron) |
| 205       | Operacja Tajemnica Zamku        | Jakten på Slottets hemmelighet     | 2018                   | 2023                            |                                                        |
| 206       | Operacja Zielona Rękawiczka     | Jakten på Den grønne votten        | 2018                   | 2021                            | Specjalny odcinek świąteczny (Miękka oprawa, 40 stron) |
| 207       | Operacja Księga Czarodzieja     | Jakten på Trollmannens bok         | 2019                   | 2021                            |                                                        |
| 208       | Operacja Płatki Śniegu          | Jakten på Snøkrystallene           | 2019                   | 2022                            | Specjalny odcinek świąteczny (Miękka oprawa, 40 stron) |
| 209       | Operacja Ostatni Dinozaur       | Jakten på Den siste dinosauren     | 2020                   | 2021                            |                                                        |
| 210       | Operacja Sprzedawca Pierniczków | Jakten på Pepperkakemannen         | 2020                   | 2023                            | Specjalny odcinek świąteczny (Miękka oprawa, 40 stron) |
| 211       | Operacja Jednorożec             | Jakten på Enhjørningen             | 2021                   | 2022                            |                                                        |
| 212       | Operacja Goblin                 | Jakten på Rampenissen              | 2021                   | -                               | Specjalny odcinek świąteczny (Miękka oprawa, 40 stron) |
| 213       | Operacja Król Kempingu          | Jakten på Campingkongen            | 2022                   | 2024                            |                                                        |
| 214       | Operacja Złoto Baltazara        | Jakten på Baltasars gull           | 2023                   | 2024                            | Specjalny odcinek świąteczny (Miękka oprawa, 40 stron) |
| 215       | Operacja Magiczne Miasteczko    | Jakten på Den magiske julebyen     | 2022                   | 2024                            |                                                        |
| 216       | Operacja Skarb Wikingów         | Jakten på Vikingskatten            | 2023                   | 2024                            |                                                        |
| 217       | Operacja Oko Trolla             | Jakten på Trolløyet                | 2024                   | 2025                            |                                                        |

## Filmy
- Operacja Człowiek w Czerni (2018)[2]
- Operacja Mumia (2019)[3]